# Fußball-Europameisterschaft 1980
Die Endrunde der 6. Fußball-Europameisterschaft wurde vom 11. bis zum 22. Juni 1980 in Italien ausgetragen. Am Endrundenturnier nahmen erstmals acht statt bislang vier Nationalmannschaften teil, die in 14 Spielen den Sieger ermittelten.
Die Bundesrepublik Deutschland gewann das Turnier nach einem 2:1-Sieg über Belgien im Finale von Rom und wurde damit zum zweiten Mal nach 1972 Fußball-Europameister. Den dritten Platz belegte der Titelverteidiger Tschechoslowakei. Österreich, die DDR und die Schweiz scheiterten bereits in der Qualifikation. Torschützenkönig wurde der 23-jährige deutsche Stürmer Klaus Allofs, der alle seine drei Tore im Gruppenspiel gegen die Niederlande erzielte. Insgesamt rund 350.000 Besucher verfolgten die Begegnungen des zwölftägigen Turniers in den Stadien.
Zum ersten Mal gab es mit „Pinocchio“, dem kleinen hölzernen Jungen aus der Erzählung Carlo Collodis, bei einer Fußball-Europameisterschaft ein offizielles Maskottchen. Die lächelnde Holzpuppe hatte eine in den italienischen Nationalfarben grün-weiß-rot gehaltenen lange Nase und trug eine Mütze mit der Aufschrift „Europe 80“. Unter dem rechten Arm hielt das Maskottchen einen Fußball.
Das Gastgeberland Italien wurde in der Saison vor der EM von einem Skandal um manipulierte Liga-Spiele erschüttert, in den auch der italienische Stürmer Paolo Rossi verwickelt war.

## Spielorte
Die nach 1968 zum zweiten Mal in Italien ausgetragene Europameisterschaft fand in vier verschiedenen Städten statt.
| Rom |

| Mailand |

| Neapel |

| Turin |

| Rom |

| Mailand |

| Neapel |

| Turin |

## Modus
Die Teilnehmerzahl wurde ab dieser Meisterschaft von vier auf acht Länder verdoppelt. Italien als Gastgeberland war automatisch qualifiziert. Es wurde in zwei Gruppen zu je vier Mannschaften gespielt. Die Gruppenersten qualifizierten sich direkt für das Finale, die Zweitplatzierten für das Spiel um Platz 3.
Bei einem unentschiedenen Spielstand wäre das Endspiel um zwei mal 15 Minuten verlängert worden. Hätte es auch nach 120 Minuten keinen Sieger gegeben, war für Dienstag, 24. Juni 1980, ein Wiederholungsspiel angesetzt. Für das Spiel um Platz 3 sah das Reglement nach 90 Minuten gleich das Elfmeterschießen vor.

## Qualifikation deutschsprachiger Mannschaften

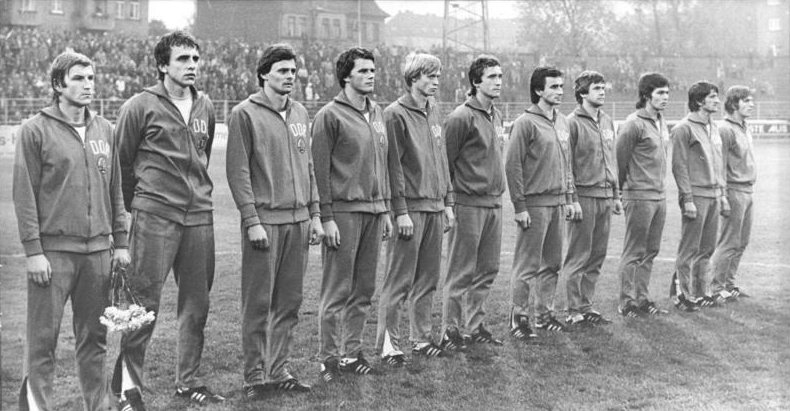
Die DDR vor ihrem ersten EM-Qualifikationsspiel

Für die nach dem offiziellen Reglement der UEFA in Qualifikation und Endrunde gegliederte Europameisterschaft 1980 hatten insgesamt 32 Nationen gemeldet. Neben dem automatisch zur Teilnahme berechtigten Gastgeber Italien konnten sich sieben weitere Mannschaften für die EM-Endrunde qualifizieren.
Die 31 um die restlichen sieben Endrundenplätze konkurrierenden Mannschaften wurden sieben Qualifikationsgruppen zugelost. In den einzelnen Gruppen, in denen jede Mannschaft in Hin- und Rückspielen gegen jede andere Mannschaft antrat, qualifizierten sich die Gruppensieger direkt für die Endrunde der Europameisterschaft. Die Qualifikationsspiele fanden vom 24. Mai 1978 bis zum 26. März 1980 statt.
Die Bundesrepublik Deutschland spielte in der Gruppe 7 gegen die Türkei, Wales und Malta. Nach dem Ende der Ära Helmut Schön nach der Weltmeisterschaft 1978 in Argentinien hatte Schöns bisheriger Assistent Jupp Derwall die Mannschaft übernommen. Nach dem enttäuschenden Abschneiden bei der WM spielte Derwall zunächst fast mit den gleichen Spielern, konnte jedoch neue Begeisterung wecken. Das erste Spiel war ein Freundschaftsspiel gegen Europameister Tschechoslowakei in Prag und wurde nach begeisterndem Spiel mit 4:3 gewonnen. Dies weckte Hoffnung für die Qualifikation in einer eher leichten Gruppe, jedoch enttäuschte die Mannschaft danach mit jeweils 0:0 auf Malta und in der Türkei. Der Wendepunkt kam durch einen 2:0-Erfolg in Wales. Torwart Sepp Maier machte hier sein letztes Länderspiel. Nach einem schweren Autounfall musste er in jenem Jahr aufgrund seiner Verletzungen seine große Karriere beenden. Der Kölner Torhüter Harald „Toni“ Schumacher begann seine Laufbahn als Stammtorwart der Nationalmannschaft des DFB. Die letzten drei Spiele wurden alle klar und deutlich gewonnen, und die Mannschaft qualifizierte sich für das Endturnier.
Das Los bescherte den Nationalmannschaften der DDR, die Olympiasieger von 1976 war, und der Schweiz in Gruppe 4 mit Vizeweltmeister Niederlande und Polen, dem Silbermedaillengewinner der Olympischen Spiele 1976, zwei schwere Gegner, hinzu kam noch Island. Bis zum Schluss der Qualifikation konnten die Spieler der DDR-Nationalmannschaft mit den Niederlanden und Polen mithalten, und ein Sieg im letzten Spiel daheim gegen die Niederländer hätte ihr die Qualifikation gebracht. Die Niederlande gewannen jedoch mit 3:2 und fuhren zur EM. Die Schweiz hatte in dieser Gruppe keine Chance und holte nur Punkte bei ihren beiden Siegen gegen Island.
Österreich hegte große Hoffnungen nach den Erfolgen bei der Weltmeisterschaft 1978. Die Mannschaft um Hans Krankl und Herbert Prohaska wollte sich unbedingt gegen Belgien, Portugal, Schottland und Norwegen durchsetzen und für die EM qualifizieren. Nach den ersten zwei Siegen gab es jedoch einen ersten Dämpfer, als gegen Portugal zu Hause mit 1:2 verloren wurde. Überraschend stark waren die Belgier, gegen die Österreich zweimal unentschieden spielte. Nachdem die Österreicher ihr letztes Gruppenspiel absolviert hatten, führten sie die Gruppe an, jedoch konnte Belgien mit seinem letzten Spiel in Schottland noch Gruppenerster werden. Belgien gewann in Glasgow mit 3:1 und konnte die Reise nach Italien buchen.

## Teilnehmer
| Gruppe 1               | Gruppe 2        |
| ---------------------- | --------------- |
| ČSSR (Kader)           | Spanien (Kader) |
| BR Deutschland (Kader) | Italien (Kader) |
| Griechenland (Kader)   | England (Kader) |
| Niederlande (Kader)    | Belgien (Kader) |

## Vorrunde

### Gruppe 1
| Pl.                                                                                           | Land             | Sp. | S | U | N | Tore    | Diff. | Punkte |
| --------------------------------------------------------------------------------------------- | ---------------- | --- | - | - | - | ------- | ----- | ------ |
| 1.                                                                                            | BR Deutschland   | 3   | 2 | 1 | 0 | 004:200 | +2    | 05:10  |
| 2.                                                                                            | Tschechoslowakei | 3   | 1 | 1 | 1 | 004:300 | +1    | 03:30  |
| 3.                                                                                            | Niederlande      | 3   | 1 | 1 | 1 | 004:400 | ±0    | 03:30  |
| 4.                                                                                            | Griechenland     | 3   | 0 | 1 | 2 | 001:400 | −3    | 01:50  |
| Für die Platzierung 2 und 3 ist die bessere Tordifferenz aus allen Gruppenspielen maßgeblich. |                  |     |   |   |   |         |       |        |

|                                                    |   |                |           |
| 11. Juni 1980 in Rom (Stadio Olimpico)             |   |                |           |
| Tschechoslowakei                                   | – | BR Deutschland | 0:1 (0:0) |
| 11. Juni 1980 in Neapel (Stadio San Paolo)         |   |                |           |
| Griechenland                                       | – | Niederlande    | 0:1 (0:0) |
| 14. Juni 1980 in Neapel (Stadio San Paolo)         |   |                |           |
| BR Deutschland                                     | – | Niederlande    | 3:2 (1:0) |
| 14. Juni 1980 in Rom (Stadio Olimpico)             |   |                |           |
| Tschechoslowakei                                   | – | Griechenland   | 3:1 (2:1) |
| 17. Juni 1980 in Mailand (Giuseppe-Meazza-Stadion) |   |                |           |
| Tschechoslowakei                                   | – | Niederlande    | 1:1 (1:0) |
| 17. Juni 1980 in Turin (Stadio Comunale)           |   |                |           |
| BR Deutschland                                     | – | Griechenland   | 0:0       |

Die westdeutsche Mannschaft spielte das Eröffnungsspiel gegen Titelverteidiger Tschechoslowakei. Karl-Heinz Rummenigge erzielte das goldene Tor zum 1:0-Erfolg in der 55. Minute. Zum entscheidenden Spiel der Gruppe wurde das traditionelle Duell gegen die Niederlande. Deutschland bestimmte das Spiel unter der Regie des in diesem Turnier überragenden Bernd Schuster. Klaus Allofs, der 23-jährige Stürmer von Fortuna Düsseldorf, schrieb sich mit seinen drei Toren zur 3:0-Führung in die Geschichtsbücher. Bei dieser klaren Führung wechselte Jupp Derwall in der 73. Minute den 19-jährigen Lothar Matthäus zu seinem ersten Länderspiel ein. Der Mönchengladbacher verursachte in der 79. Minute einen Foulelfmeter. Das Foul fand allerdings vor der Strafraumgrenze statt. Der Elfmetertreffer von Johnny Rep brachte die Niederländer wieder ins Spiel, und in der 86. Minute kamen sie durch den Treffer von Willy van de Kerkhof auf 2:3 heran. Die deutsche Mannschaft verteidigte den kleinen Vorsprung, und nachdem die Tschechoslowakei und die Niederlande in ihrem letzten Gruppenspiel unentschieden spielten, stand der Finaleinzug der deutschen Mannschaft bereits vor ihrem abschließenden Gruppenspiel gegen Außenseiter Griechenland fest. Die deutsche Mannschaft verzichtete darum kurzfristig auf einige mit gelben Karten vorbelastete Spieler und kam über ein glanzloses 0:0 nicht hinaus.

### Gruppe 2
| Pl.                                                                                               | Land    | Sp. | S | U | N | Tore    | Diff. | Punkte |
| ------------------------------------------------------------------------------------------------- | ------- | --- | - | - | - | ------- | ----- | ------ |
| 1.                                                                                                | Belgien | 3   | 1 | 2 | 0 | 003:200 | +1    | 04:20  |
| 2.                                                                                                | Italien | 3   | 1 | 2 | 0 | 001:000 | +1    | 04:20  |
| 3.                                                                                                | England | 3   | 1 | 1 | 1 | 003:300 | ±0    | 03:30  |
| 4.                                                                                                | Spanien | 3   | 0 | 1 | 2 | 002:400 | −2    | 01:50  |
| Für die Platzierung 1 und 2 ist die Anzahl der erzielten Tore in allen Gruppenspielen maßgeblich. |         |     |   |   |   |         |       |        |

|                                                    |   |         |           |
| 12. Juni 1980 in Turin (Stadio Comunale)           |   |         |           |
| Belgien                                            | – | England | 1:1 (1:1) |
| 12. Juni 1980 in Mailand (Giuseppe-Meazza-Stadion) |   |         |           |
| Spanien                                            | – | Italien | 0:0       |
| 15. Juni 1980 in Mailand (Giuseppe-Meazza-Stadion) |   |         |           |
| Spanien                                            | – | Belgien | 1:2 (1:1) |
| 15. Juni 1980 in Turin (Stadio Comunale)           |   |         |           |
| Italien                                            | – | England | 1:0 (0:0) |
| 18. Juni 1980 in Neapel (Stadio San Paolo)         |   |         |           |
| Spanien                                            | – | England | 1:2 (0:1) |
| 18. Juni 1980 in Rom (Stadio Olimpico)             |   |         |           |
| Italien                                            | – | Belgien | 0:0       |

Gastgeber Italien und die mit Europapokalsiegern gespickte Mannschaft Englands waren die Favoriten dieser Gruppe. England ging im ersten Spiel gegen Belgien erwartungsgemäß durch Ray Wilkins mit 1:0 in Führung. Doch drei Minuten später erzielte Jan Ceulemans in der 29. Minute den 1:1-Endstand. Das Spiel zwischen Belgien und England leitete der westdeutsche Schiedsrichter Heinz Aldinger. Italien enttäuschte gleich im ersten Spiel die Tifosi mit einem torlosen Unentschieden gegen die abwehrstarken Spanier. Stürmerstars wie Roberto Bettega und Francesco Graziani brachten den Ball nicht im Tor von Luis Arconada unter. Nachdem Belgien gegen Spanien und Italien gegen England gewonnen hatten, kam es in Rom zu einem echten Endspiel zwischen Italien und Belgien. Die Belgier benötigten aufgrund der mehr erzielten Tore nur ein Unentschieden. Besonders konsequent setzte die belgische Mannschaft von Trainer Guy Thys ihre Abseitsfalle ein, wie es so im internationalen Fußball vorher nie zu sehen war. Die Italiener bissen sich die Zähne an der Abwehr und an Torwart Jean-Marie Pfaff aus. Belgien erreichte durch das 0:0 das Finale von Rom.

## Finalrunde

### Spiel um Platz 3
|                                            |   |         |                      |
| 21. Juni 1980 in Neapel (Stadio San Paolo) |   |         |                      |
| Tschechoslowakei                           | – | Italien | 1:1 (0:0), 9:8 i. E. |

Dieses Spiel um Platz 3, geleitet von Schiedsrichter Erich Linemayr, war das letzte im Rahmen von Fußball-Europameisterschaften. Seit 1984 wird von der UEFA kein „kleines Finale“ mehr ausgetragen. Die Italiener waren auf Wiedergutmachung für das verpasste Finale aus, doch Titelverteidiger Tschechoslowakei erzielte in der 54. Minute durch einen Gewaltschuss von Verteidiger Ladislav Jurkemik auf Pass von Panenka den Treffer zum 1:0. Francesco Graziani konnte zwar in der 73. Minute ausgleichen, doch die vielen weiteren Chancen brachten für die Italiener kein weiteres Tor.
Das Elfmeterschießen zeigte bis zum 16. Strafstoß sichere Schützen auf beiden Seiten (Causio, Altobelli, G. Baresi, Cabrini, Benetti, Graziani, Scirea und Tardelli bei Italien – Masný, Nehoda, Ondruš, Jurkemik, Panenka, Gögh, Gajdůšek und Kozák bei der ČSSR). Dann verschoss als einziger Spieler Collovati, während Barmoš traf. So behielten die Tschechoslowaken die Oberhand und wurden Dritter.

## Finale
Am 19. Juni 1980 einigten sich DFB-Präsident Hermann Neuberger und der belgische Spielausschussvorsitzende Roythers, auf ein mögliches Wiederholungsspiel bei unentschiedenem Spielausgang nach Verlängerung zu verzichten und stattdessen per Elfmeterschießen noch am Finaltag einen Europameister zu ermitteln. Bundestrainer Jupp Derwall sprach sich gegen diese Entscheidung aus. Für die Belgier spielte unter anderem eine Rolle, dass ihr Spieler François Van der Elst nur bis zum Finalsonntag von New York Cosmos freigestellt war.

### BR Deutschland – Belgien 2:1 (1:0)
| BR Deutschland                                   | BR Deutschland | Belgien | Belgien | Aufstellung                              |
| ------------------------------------------------ | --- | --- | ------- | ---------------------------------------- |
| BR Deutschland                                   | \| 22. Juni 1980, 20.30 Uhr in Rom (Olympiastadion) \| \| Zuschauer: 47.860 \| \| Schiedsrichter: Nicolae Rainea ( Rumänien) \| \| Spielbericht \|                                                                                          | \| 22. Juni 1980, 20.30 Uhr in Rom (Olympiastadion) \| \| Zuschauer: 47.860 \| \| Schiedsrichter: Nicolae Rainea ( Rumänien) \| \| Spielbericht \|                                                                | Belgien | Aufstellung BR Deutschland gegen Belgien |
| BR Deutschland                                   | Toni Schumacher – Uli Stielike – Karlheinz Förster, Bernard Dietz – Manfred Kaltz, Bernd Schuster, Hans-Peter Briegel (55. Bernhard Cullmann), Hansi Müller – Karl-Heinz Rummenigge, Horst Hrubesch, Klaus Allofs Cheftrainer: Jupp Derwall | Jean-Marie Pfaff – Eric Gerets, Walter Meeuws, Luc Millecamps, Michel Renquin – Julien Cools , René Vandereycken, Wilfried Van Moer, Raymond Mommens – François Van der Elst, Jan Ceulemans Cheftrainer: Guy Thys | Belgien | Aufstellung BR Deutschland gegen Belgien |
| BR Deutschland                                   | 1:0 Hrubesch (10.) 2:1 Hrubesch (88.) | 1:1 Vandereycken (72., Foulelfmeter) | Belgien | Aufstellung BR Deutschland gegen Belgien |
| BR Deutschland                                   | K. Förster | Millecamps, Vandereycken, François Van der Elst | Belgien | Aufstellung BR Deutschland gegen Belgien |
| 22. Juni 1980, 20.30 Uhr in Rom (Olympiastadion) | | |         |                                          |
| Zuschauer: 47.860                                | | |         |                                          |
| Schiedsrichter: Nicolae Rainea ( Rumänien)       | | |         |                                          |
| Spielbericht                                     | | |         |                                          |

Die deutsche Mannschaft war von Beginn an spielbestimmend. Bereits in der 10. Minute gelang der 1:0-Führungstreffer durch Horst Hrubesch nach Vorarbeit von Bernd Schuster, der die belgische Abseitsfalle aushebelte, die im Spiel zuvor die Italiener zur Verzweiflung gebracht hatte.
In der zweiten Halbzeit drängte die Elf von Jupp Derwall auf die Vorentscheidung, lief jedoch in der 71. Minute in einen Konter der Belgier. Uli Stielike wusste sich nur mit einem Foulspiel an Raymond Mommens zu helfen. Fälschlicherweise entschied Schiedsrichter Rainea auf Elfmeter, obwohl das Foul unmittelbar vor dem deutschen Strafraum begangen wurde. René Vandereycken verwandelte den Strafstoß zum Ausgleich. In der 88. Minute war es erneut Horst Hrubesch, der nach einer Ecke von Karl-Heinz Rummenigge per Kopf den Siegtreffer erzielte. Die Mannschaft der Bundesrepublik Deutschland war nach 1972 zum zweiten Mal Europameister.

## Die Europameister
- Eingesetzte Spieler: Toni Schumacher; Bernard Dietz, Bernd Förster, Karlheinz Förster; Manfred Kaltz; Hans-Peter Briegel, Bernhard Cullmann, Felix Magath, Lothar Matthäus, Caspar Memering, Hansi Müller, Bernd Schuster, Uli Stielike, Mirko Votava; Klaus Allofs, Karl Del’Haye, Horst Hrubesch, Karl-Heinz Rummenigge
- Ohne Einsatz blieben: Rainer Bonhof, Eike Immel, Walter Junghans, Herbert Zimmermann
- Trainer: Jupp Derwall

Die Finalisten wurden in vielfältiger Weise geehrt. So wurde die deutsche Nationalmannschaft in Deutschland zur Mannschaft des Jahres, Karl-Heinz Rummenigge zum Fußballer des Jahres in Deutschland und Europa gewählt. Bernd Schuster belegte dabei Platz 2. Jan Ceulemans wurde mit dem Goldenen Schuh als bester Spieler der belgischen Liga ausgezeichnet.

## All-Star-Team
Ein offizielles UEFA-All-Star-Team der wertvollsten Spieler eines Turniers wurde erstmals bei der Europameisterschaft 1996 in England gewählt. Für die Zusammenstellung der besten Spieler der EM 1980 in Italien wurde von der UEFA folgendes Team ausgewählt. Dabei sind nur Spieler aus drei Nationen vertreten: Italien, Deutschland und Belgien. Belgien, das das Finale erreichte, ist nur mit einem Spieler vertreten und Torschützenkönig Klaus Allofs nicht Teil dieses All-Star-Teams.
| Torhüter  | Abwehr                                                              | Mittelfeld                                               | Stürmer                              |
| --------- | ------------------------------------------------------------------- | -------------------------------------------------------- | ------------------------------------ |
| Dino Zoff | Claudio Gentile Karlheinz Förster Gaetano Scirea Hans-Peter Briegel | Bernd Schuster Hansi Müller Marco Tardelli Jan Ceulemans | Karl-Heinz Rummenigge Horst Hrubesch |

## Torschützenliste (Endrunde)
Torschützenkönig der Fußball-Europameisterschaft 1980 in Italien wurde Klaus Allofs, welcher alle drei Treffer im entscheidenden Gruppenspiel gegen die Niederlande erzielt hatte. Somit stellte die Bundesrepublik nach 1972 (Gerd Müller) und 1976 (Dieter Müller) auch 1980 den Torschützenkönig.
Auf Platz zwei der Torschützenliste folgten Allofs' Mannschaftskamerad Horst Hrubesch, der Niederländer Kees Kist sowie der Tschechoslowake Zdeněk Nehoda mit jeweils zwei Turniertreffern.
Darüber hinaus gab es 18 Spieler, die während des Turniers einen Treffer erzielten.
| Rang | Spieler               | Tore |
| ---- | --------------------- | ---- |
| 1    | Klaus Allofs          | 3    |
| 2    | Horst Hrubesch        | 2    |
|      | Kees Kist             | 2    |
|      | Zdeněk Nehoda         | 2    |
| 5    | Karl-Heinz Rummenigge | 1    |
|      | Nikolaos Anastopoulos | 1    |
|      | Trevor Brooking       | 1    |
|      | Quini                 | 1    |
|      | Jan Ceulemans         | 1    |
|      | Julien Cools          | 1    |
|      | Eric Gerets           | 1    |
|      | Francesco Graziani    | 1    |
|      | Ladislav Jurkemik     | 1    |
|      | Willy van de Kerkhof  | 1    |
|      | Antonín Panenka       | 1    |
|      | Johnny Rep            | 1    |
|      | Daniel Ruiz-Bazán     | 1    |
|      | Marco Tardelli        | 1    |
|      | René Vandereycken     | 1    |
|      | Ladislav Vízek        | 1    |
|      | Ray Wilkins           | 1    |
|      | Tony Woodcock         | 1    |

Torschützenkönig des gesamten Wettbewerbs wurde der Engländer Kevin Keegan mit 7 Toren, die er alle in der Qualifikation erzielte.